# Cercanías
Cercanías (Spaans), Rodalies (Catalaans en Valenciaans) en Aldiriak (Baskisch) zijn de merknamen van de Spaanse spoorwegen (Renfe Operadora) voor hun voorstadstreinen in de stedelijke agglomeraties van Spanje. Cercanías is tevens een van de bedrijfstakken van Renfe Operadora. Er zijn Cercanías in 12 stedelijk gebieden en deze worden alle geheel of gedeeltelijk beheerd door de nationale spoormaatschappij Renfe Operadora. In de steden Madrid, Barcelona, Valencia en Bilbao is er aansluiting op de metrosystemen. In sommige gevallen, zoals in Madrid, vormt de Cercanías een effectieve manier om binnen bepaalde gebieden van de stad te reizen.
Het netwerk in Madrid was in 2004 toneel van terroristische aanslagen. De aanval, waarbij 191 mensen omkwamen op de stations Santa Eugenia, El Pozo en Atocha, waren de bloedigste terroristische aanslagen ooit in Spanje.

## Lijst van Cercanías-routes
- Cercanías Asturias

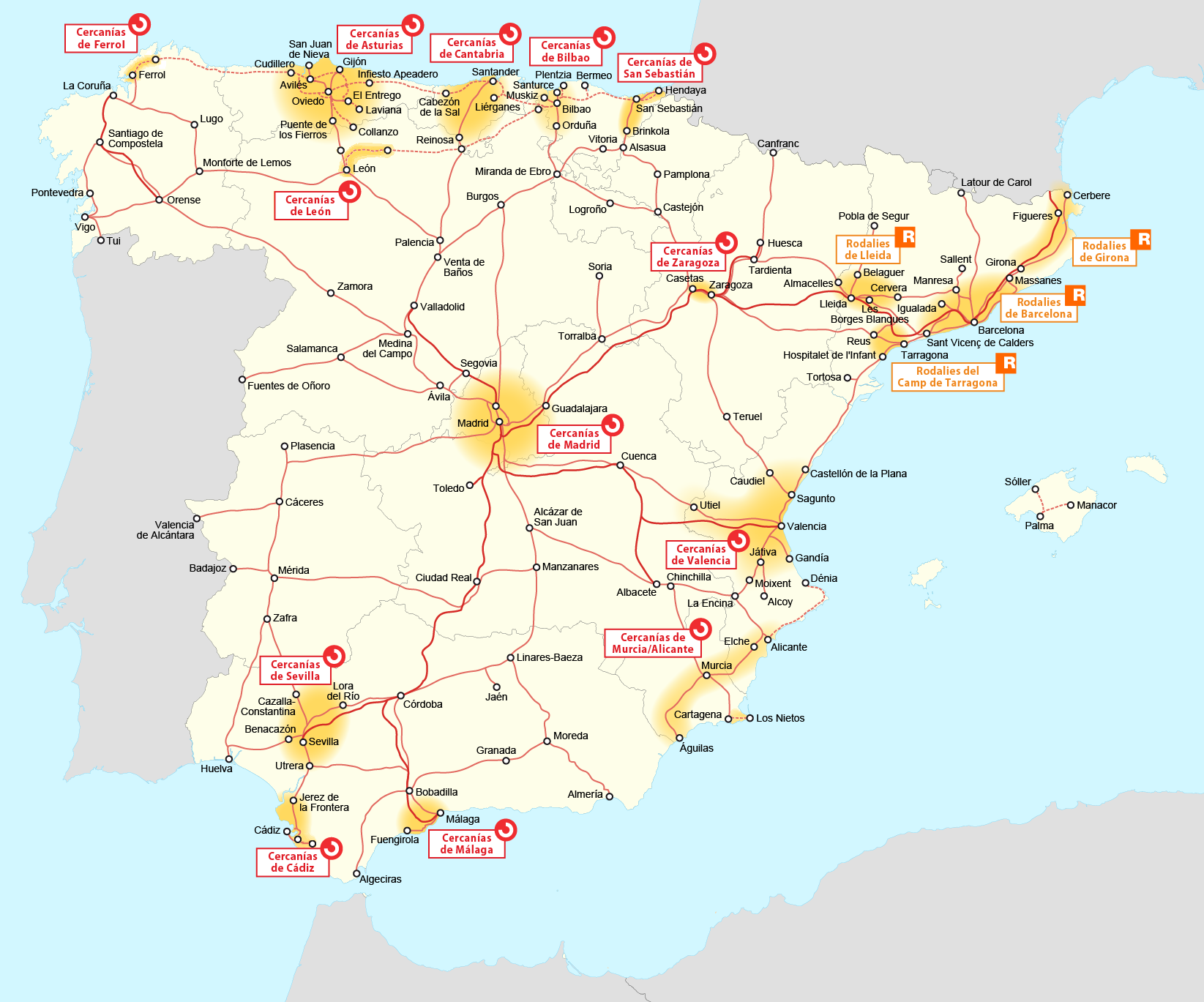
Kaart van Cercanías gebieden

- Rodalies Barcelona (samen met FGC, beide systemen in het bezit van de Generalitat de Catalunya)
- Rodalies del Camp de Tarragona
- Cercanías Bilbao
- Cercanías Cádiz
- Cercanías Madrid
- Cercanías Málaga
- Cercanías Murcia/Alicante
- Cercanías Santander
- Cercanías San Sebastian
- Cercanías Sevilla
- Cercanías Valencia
- Cercanías Zaragoza

## Rollend materieel
Het Cercanías systeem maakt gebruik van het volgende rollend materiaal:
| Serie | Regio                                                                    | Afbeelding |
| ----- | ------------------------------------------------------------------------ | ---------- |
| 440   | Santander                                                                |            |
| 440R  | Asturias Barcelona Cádiz Madrid San Sebastián Santander Sevilla Valencia |            |
| 442   | Madrid                                                                   |            |
| 446   | Bilbao Madrid Málaga Sevilla                                             |            |
| 447   | Barcelona Madrid Valencia                                                |            |
| 450   | Barcelona Madrid                                                         |            |
| 451   | Barcelona                                                                |            |
| 592   | Murcia/Alicante Valencia                                                 |            |
| Civia | Asturias Barcelona Cádiz Madrid Sevilla Valencia Zaragoza                |            |

## Overdracht
Renfe Cercanías zal in de toekomst beheerd worden door de Spaanse autonome gebieden; in Catalonië heeft deze overdracht reeds plaatsgevonden.